# Tor Graves

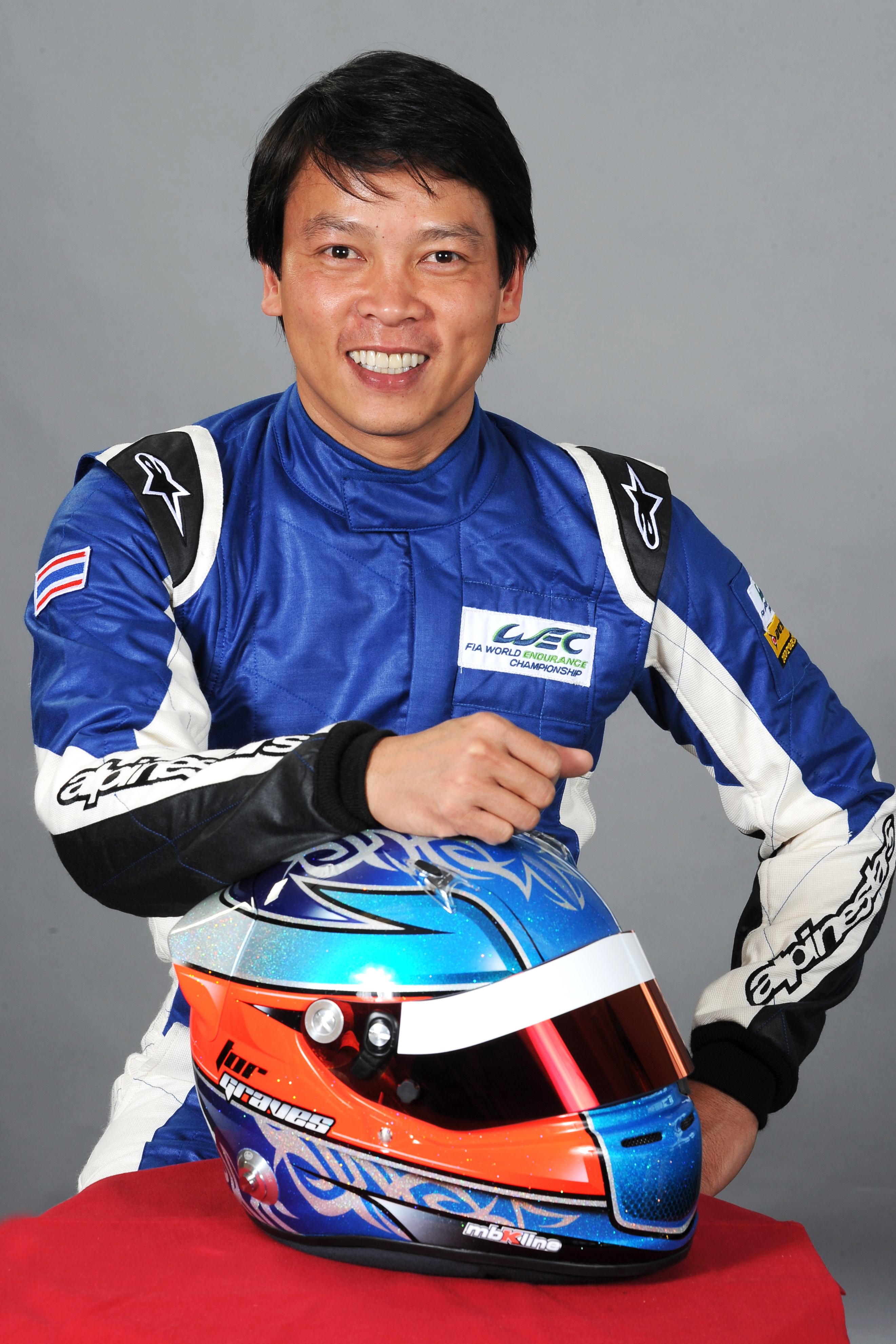
or Graves (2012)

Tor Graves, geboren als Tor Sriachavanon, (* 26. März 1972 in Nakhon Pathom) ist ein ehemaliger thailändischer Autorennfahrer, der auch mit einer britischen Fahrerlizenz am Start war. Er startete ab 2012 in der FIA-Langstrecken-Weltmeisterschaft (WEC).

## Karriere
Graves begann seine Motorsportkarriere im Formelsport in Großbritannien unter dem Namen Tor Sriachavanon. 1993 und 1994 fuhr er in der britischen Formel First, die er in seiner zweiten Saison auf dem siebten Platz abschloss. 1995 wechselte er in die britische Formel Renault. Nachdem er in seiner ersten Saison den zehnten Gesamtrang erreicht hatte, erzielte er in den nächsten drei Jahren die Positionen 14, elf und sieben. Seine letzte Saison fuhr er für Manor Motorsport. Mit Manor Motorsport wechselte Sriachavanon 1999 in die britische Formel-3-Meisterschaft und wurde Zwölfter in seiner Debütsaison, während sein Teamkollege Marc Hynes den Meistertitel gewann. 2000 wechselte er zu Alan Docking Racing und schloss die Saison als 17. der Fahrerwertung ab.
Nach einer einjährigen Pause kehrte er 2002 in die britische Formel-3-Meisterschaft zu Alan Docking Racing zurück. Er trat ab dieser Saison als Tor Graves an. In der Endabrechnung lag er auf dem 25. Platz. Sein Teamkollege Robbie Kerr wurde Meister. 2003 kehrte Graves zu Manor Motorsport zurück. Er blieb ohne Punkte und beendete die Saison als 30. 2004 wechselte Graves zu GP Racing in die Superfund Euro Formel 3000. Während sein Teamkollege Fabrizio del Monte Vizemeister wurde, blieb Graves ohne Punkte. Drei achte Plätze waren seine besten Resultate. In der Gesamtwertung wurde er 16.
2005 wechselte Graves in die 3000 Pro Series, der Vorgängerserie der Internationalen Formel Master. Für das Team JVA startend schloss er die Saison mit einem dritten Platz als bestes Resultat auf dem fünften Gesamtrang ab. 2006 stieg er zum dritten Rennwochenende bei ADM Motorsport in die Rennserie ein, die nun F3000 International Master hieß. Mit zwei vierten Plätzen als beste Ergebnisse wurde er 13. in der Fahrerwertung. Darüber hinaus nahm er in der Le Mans Series in der GT2-Klasse an einem Rennen teil. 2007 trat Graves für das Team JVA zu sechs von acht Veranstaltungen der nun Internationale Formel Master heißenden Rennserie an. Mit einem achten Platz als einzige Punkteplatzierung wurde er 30. im Klassement. 2008 ging Graves erneut für das Team JVA an den Start. Er blieb ohne Punkte und wurde 28. im Gesamtklassement, während sein Teamkollege Josef Král ein Rennen gewann und die Saison auf dem sechsten Platz beendete.
In der Saison 2009/2010 debütierte Graves im Le-Mans-Prototypen in der Sportscar Winter Series. 2011 nahm Graves an zwei Rennen der Le Mans Series in der FLM-Klasse teil. 2012 erhielt Graves wieder ein permanentes Cockpit. Für eine Kooperation zwischen Alan Docking Racing und Delta Motorsport startet er in der FIA-Langstrecken-Weltmeisterschaft (WEC). Seine Teamkollegen zum Saisonbeginn waren Robbie Kerr und John Martin. Zusammen mit diesen belegte er nach dem zweiten Rennen den zwölften Platz in der Fahrerweltmeisterschaft. Zum dritten WEC-Rennen, dem 24-Stunden-Rennen von Le Mans 2012, wurde Kerr durch Jan Charouz abgelöst.

## Statistik

### Karrierestationen
| - 1993: Britische Formel First - 1994: Britische Formel First (Platz 7) - 1995: Britische Formel Renault (Platz 10) - 1996: Britische Formel Renault (Platz 14) - 1997: Britische Formel Renault (Platz 11) - 1998: Britische Formel Renault (Platz 7) - 1999: Britische Formel 3 (Platz 12) | - 2000: Britische Formel 3 (Platz 17) - 2002: Britische Formel 3 (Platz 25) - 2003: Britische Formel 3 (Platz 30) - 2004: Superfund Euro Formel 3000 (Platz 14) - 2005: 3000 Pro Series (Platz 5) - 2006: F3000 International Master (Platz 13) - 2006: Le Mans Series, GT2 | - 2007: Internationale Formel Master (Platz 30) - 2008: Internationale Formel Master (Platz 28) - 2010: Sportscar Winter Series, Proto - 2011: Le Mans Series, FLM (Platz 8) - 2012: WEC |

### Le-Mans-Ergebnisse
| Jahr | Team                  | Fahrzeug | Teamkollege      | Teamkollege      | Platzierung | Ausfallgrund |
| ---- | --------------------- | -------- | ---------------- | ---------------- | ----------- | ------------ |
| 2012 | ADR-Delta             | Oreca 03 | Jan Charouz      | John Martin      | Rang 13     |              |
| 2013 | ADR-Delta             | Oreca 03 | Shinji Nakano    | Archie Hamilton  | Ausfall     |              |
| 2016 | Manor Motorsport      | Oreca 05 | James Jakes      | Roberto Merhi    | Ausfall     |              |
| 2017 | CEPC Manor TRS Racing | Oreca 07 | Jonathan Hirschi | Jean-Éric Vergne | Rang 7      |              |

### Sebring-Ergebnisse
| Jahr | Team      | Fahrzeug | Teamkollege | Teamkollege | Platzierung | Ausfallgrund |
| ---- | --------- | -------- | ----------- | ----------- | ----------- | ------------ |
| 2012 | ADR-Delta | Oreca 03 | John Martin | Robbie Kerr | Rang 11     |              |